# Дюдя, Владимир Юрьевич
Владимир Юрьевич Дюдя (укр. Володимир Юрійович Дюдя; род 1983) — украинский профессиональный трековый велогонщик; Мастер спорта международного класса (1999), Заслуженный мастер спорта (2006) Украины. Член команды Team Milram в 2006—2008 годах.

## Биография
Родился 6 января 1983 года в Белой Церкви Киевской области Украинской ССР. 
Выпускник Киевского областного лицея-интерната физической культуры и спорта 2000 года. Затем окончил Национальный университет физического воспитания и спорта Украины. 
Член сборной команды Украины по велоспорту, выступал за команды спортивных обществ «Колос» и Вооружённых сил. Тренер — Заслуженный тренер Украины Чмирук Дмитрий Архипович.

## Достижения
Чемпион Украины 2011 года, победитель Кубка Европы 2008 года, восьмикратный чемпион Европы, бронзовый призер чемпионата мира 2006 года в Бордо, победитель этапов Кубка мира, неоднократный победитель международных гонок категории «А».
Занял 6-е место в командной гонке преследования и 7-е место в индивидуальной на XXVIII летних Олимпийских играх 2004 года в Афинах; завоевал 5-е место в индивидуальной гонке преследования на XXIX Олимпийских играх 2008 года в Пекине. 
Лучший спортсмен Украины декабря 2009 года, лауреат молодежной премии Кабинета министров Украины.
Женат, есть сын.